# برنامجية
البرنامجية هي شكل من أشكال التنظيم الأناركي الذي يسعى إلى الوحدة بين المشاركين فيها، ولها خاصية مميزة تتمثل في فكرة أن لكل منظمة منهاج يجب أن يشمل فقط الأشخاص الذين يتفقون تمامًا مع أفكار المجموعة الأساسية، ويرفض الأشخاص الذين يختلفون. تشدد البرنامجية على الحاجة إلى منظمات أناركية منظمة بإحكام قادرة على التأثير على حركات الطبقة العاملة والفلاحين.
ترفض المجموعات البرنامجية نموذج الطليعة اللينينية، وتهدف بدلاً من ذلك إلى جعل الأفكار الأناركية الأفكار الرائدة في الصراع الطبقي. وفقًا للبرنامجية، فإن المبادئ الأربعة الرئيسية التي يجب أن تعمل بها المنظمة الأناركية هي الوحدة الأيديولوجية، والوحدة التكتيكية، والمسؤولية الجماعية والفيدرالية.

## نظرة عامة
بشكل عام، تهدف مجموعات البرنامجية إلى كسب أكبر قدر ممكن من التأثير للأفكار والأساليب الأناركية في الطبقة العاملة والفلاحين؛ مثل المجموعات التحديدية، يتجه البرنامجيون نحو الطبقة العاملة، بدلاً من بقية اليسار المتطرف. وعادة ما يستلزم هذا الاستعداد للعمل في حملات ذات قضية واحدة، ونحو النقابات العمالية والجماعات المجتمعية؛ والنضال من أجل إصلاحات فورية مع ربط ذلك بمشروع بناء الوعي الشعبي والتنظيم. نظرًا لأن النظام الأساسي قد نما من الافتقار إلى البنية أثناء الانتفاضة، فإنهم يرفضون المقاربات التي يعتقدون أنها ستمنع ذلك، مثل الأناركية المتمردة، وكذلك الآراء التي ترفض النشاط في النقابات أو التي ترفض الحركات المناهضة للإمبريالية.
الاسم مشتق من البرنامج التنظيمي لعام 1926 للاتحاد العام للفوضويين (مسودة)، الذي نشرته مجموعة الأناركيين الروس في الخارج، في جريدتهم «قضية العمال». المجموعة، التي تتألف من قدامى المحاربين الروس المنفيين في ثورة أكتوبر 1917 (ولا سيما الأوكراني نستور ماخنو الذي لعب دورًا رائدًا في الثورة الأناركية في أوكرانيا في الفترة من 1918 إلى 1921)، استندت في البرنامج إلى تجاربهم في الثورة والانتصار النهائي للبلاشفة على الأناركيين والجماعات الأخرى. حاول البرنامج معالجة وشرح إخفاقات الحركة الأناركية خلال الثورة الروسية خارج أوكرانيا. قوبلت الوثيقة بالثناء والنقد من الأناركيين في جميع أنحاء العالم وأثارت جدلًا كبيرًا داخل الحركة الأناركية.
اليوم، البرنامجية هي تيار مهم في الأناركية الدولية. رُبطت حوالي ثلاثين منظمة خاصة بمنصات وخاصة في مشروع Anarkismo.net، بما في ذلك مجموعات من إفريقيا والأمريكيتين وأوروبا. على الأقل من حيث عدد المنظمات المنتسبة (إن لم يكن في العضوية الفعلية في بعض البلدان)، فإن شبكة Anarkismo أكبر من الهيئات الدولية الأناركية الأخرى، مثل الاتحادات الأناركية الدولية التوليفية واتحاد العمال النقابيين الأناركيين.

## مبادئ البرنامجية.
- الوحدة التكتيكية: وهي تعني التكتيك المشترك لتفادي النتائج الكارثية لتعارض التكتيكات في المنظمة الواحدة.[6]
- الوحدة النظرية: حيث أن النظرية هي أساس عمل المنظمة فلا بد من أن تكون هذه النظرية واحدة في كل جسم المنظمة.[7]
- المسئولية الجماعية: وهي بعكس المسئولية الفردية، حيث أن العمل الثوري لا يتم بمناضلين أفراد.[8]
- الفيدرالية: وهي بعكس المركزية، حيث يؤمن هذا المبدأ الاستقلالية وكذلك المبادرات الخلاقة الفردية والجماعية.[9]

## البرنامجية اليوم
البرنامجية هي أكثر شكل للتنظيم الأناركي (التحرري) وهذا التنظيم للحركات الأناركية يتصف بطابعه المستقبلي للأناركية.

## وصلات خارجية
- البرنامج العام للاتحاد الأناركي العام باللغة الإنكليزية
- البرنامج التنظيمي باللغة العربية إصدار المكتبة الفيددرالية